# Château de Trois-Fontaines
Pour les articles homonymes, voir Trois-Fontaines.
Ne doit pas être confondu avec Domaine des Trois Fontaines de Vilvorde.
 (octobre 2023).
La mise en forme du texte ne suit pas les recommandations de Wikipédia : il faut le « wikifier ».
Les points d'amélioration suivants sont les cas les plus fréquents. Le détail des points à revoir est peut-être précisé sur la page de discussion.
- Les titres sont pré-formatés par le logiciel. Ils ne sont ni en capitales, ni en gras.
- Le texte ne doit pas être écrit en capitales (les noms de famille non plus), ni en gras, ni en italique, ni en « petit »…
- Le gras n'est utilisé que pour surligner le titre de l'article dans l'introduction, une seule fois.
- L'italique est rarement utilisé : mots en langue étrangère, titres d'œuvres, noms de bateaux, etc.
- Les citations ne sont pas en italique mais en corps de texte normal. Elles sont entourées par des guillemets français : « et ».
- Les listes à puces sont à éviter, des paragraphes rédigés étant largement préférés. Les tableaux sont à réserver à la présentation de données structurées (résultats, etc.).
- Les appels de note de bas de page (petits chiffres en exposant, introduits par l'outil «  Source ») sont à placer entre la fin de phrase et le point final[comme ça].
- Les liens internes (vers d'autres articles de Wikipédia) sont à choisir avec parcimonie. Créez des liens vers des articles approfondissant le sujet. Les termes génériques sans rapport avec le sujet sont à éviter, ainsi que les répétitions de liens vers un même terme.
- Les liens externes sont à placer uniquement dans une section « Liens externes », à la fin de l'article. Ces liens sont à choisir avec parcimonie suivant les règles définies. Si un lien sert de source à l'article, son insertion dans le texte est à faire par les notes de bas de page.
- La présentation des références doit suivre les conventions bibliographiques. Il est recommandé d'utiliser les modèles {{Ouvrage}}, {{Chapitre}}, {{Article}}, {{Lien web}} et/ou {{Bibliographie}}. Le mode d'édition visuel peut mettre en forme automatiquement les références.
- Insérer une infobox (cadre d'informations à droite) n'est pas obligatoire pour parachever la mise en page.

Pour une aide détaillée, merci de consulter Aide:Wikification.
Si vous pensez que ces points ont été résolus, vous pouvez retirer ce bandeau et améliorer la mise en forme d'un autre article.
Le château de Trois-Fontaines (en néerlandais : Kasteel Dry Borren) est un château, aujourd'hui en ruine, situé à Auderghem, chaussée de Wavre, no 2241, en lisière de la forêt de Soignes.

## Le cadre en 1855
Vu de la chaussée de Wavre qui le domine d'assez haut le Clabots vyver se présente de la manière la plus pittoresque ; sa belle nappe d'eau se détache vivement des solitudes ombragées qui l'entourent. Vis-à-vis de cet étang de l'autre côté de la route une carrière, un four à chaux et une vieille habitation indiquèrent longtemps l'emplacement de l'ancien château de Dryen Borren (Drie Borne, 1373) ou Trois Fontaines.

## L'architecture
Au XVIe siècle, le manoir se composait d'une tour et de deux petits corps de logis à fondements de pierre et à un seul étage. La tour ou donjon était également de pierres sa porte d'entrée offrait un arc ogival, ses petites fenêtres affectaient la forme carrée et, sur le toit, on voyait une flèche. Un pont d'une arche et un pont-levis donnaient accès au château que l'eau environnait de tous côtés (Voyez un dessin d'Harrewyn dans Sanderus, Regiæ domus belgicæ).
Au maximum de son développement, il prenait la forme d'un L.
La façade arrière et la grande salle et sa cheminée gothique, encore visibles, datent du XVe siècle.

## Histoire du château[2]

### XIVesiècle: les origines
La première mention du château, déjà sous le nom de Trois-Fontaines (Dryen Borren ou Drie Borne) date de 1329. Il fut la demeure du gruyer du duché de Brabant, chargé de garder les chasses du duc Jean II (mort en 1312), de ses vassaux, des ecclésiastiques et des maisons-dieux.
Construit surtout pour servir de prison aux braconniers et aux autres individus justiciables du Tribunal de la Foresterie ou du Consistoire de la Trompe.
Le samedi avant la Nativité de saint Jean Baptiste en 1355 le duc Jean III fonda dans ce château (in cappella seu oratorio castri nostri de Tribus Fontibus) une chapellenie en l'honneur de Notre Dame et de sainte Catherine ; le bénéficier devait célébrer la messe quatre fois part semaine et résider en personne dans une maison voisine des remparts (in domo cum attinentiis suis ante mœnia castri), qui avait été auparavant occupée par le cuisinier du duc Godefroid. Jean III dota ce bénéfice d'un revenu consistant en 15 vieux écus, 10 petits florins de Florence, 12 muids de seigle, 50 mesures de bois, 25 muids de charbon et octroya au possesseur le droit de faire pâturer dans la forêt 4 vaches ou 4 juments.
En 1373, le bourgmestre de Louvain y conduisit Arnoul Van Redingen qu'il avait arrêté à Vorde près du Loo (Vorde bij der Loo) mais la ville de Louvain s'étant plainte parce que ses bourgeois ne pouvaient être emprisonnés hors de ses murs le duc Wenceslas n'eut d'autre choix que d'ordonner au maire de relâcher Arnoul, le jour de Saint George en 1373. Cependant en 1377, par ordre du duc lui-même, on commit la même infraction aux privilèges de Louvain et celle-ci ne put en obtenir justice.

### XVesiècle
Le 13 septembre 1446 Philippe le Bon unit cette chapellenie à la mense conventuelle des religieux de Saint-Jacques sur Caudenberg à la demande de son prévôt, Gilles Strael, et pour compenser les importantes pertes financières causée au couvent par la fluctuation de la valeur des monnaies. En outre, comme la chapelle du château tombait en ruine (ob ruinæ cappellæ) le duc déclara que les messes qui s'y disaient se célébreraient dorénavant dans la chapelle de sa maison de Boitsfort (in cappella domus nostre de Boutsfort) jusqu'à ce qu'on eût restauré le premier de ces oratoires ou disposé autrement de la chapellenie .
En 1446, des Liégeois avaient été incarcérés à Trois Fontaines mais ils s'échappérent et le conseil de Brabant leur accorda des lettres de sauf-conduit afin qu'ils pussent venir à Bruxelles et faire valoir leurs droits (26 avril).[réf. nécessaire]

### XVIesiècle

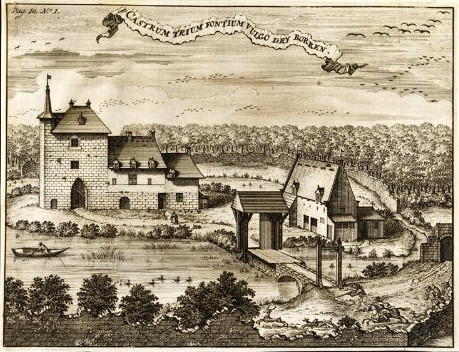
Castrum trium fontium, vulgo Dry Borren

Sous le règne de Philippe II la prison fut entièrement désolée, brûlée et ruinée. Un sergent de la forêt Philippe De Meestere obtint à cette époque l'autorisation d'y élever une hutte jusqu'à nouvel ordre et à la condition de veiller sur les matériaux restants afin que l'on pût les utiliser plus tard (13 décembre 1585).

### XVIIesiècle
En vertu de lettres patentes du 6 août 1680, accordées au gruyer Madoets, cet officier était de droit concierge ou châtelain des Trois Fontaines, qu'il devait entretenir, ainsi que le déclara le conseil des finances le 25 du même mois. Dans les derniers temps, le gruyer était aussi, d'ordinaire, le lieutenant du grand veneur.

### XVIIIesiècle: désaffectation
En 1730, la nouvelle chaussée de Wavre se terminait à la hauteur du château - avant d'être prolongée jusque Jezus-Eik après 1736. On le voit clairement signalé sur la carte de Ferraris.
Depuis le XVIe siècle, le château était donc utilisé comme prison, principalement pour les braconniers et des voleurs de bois, mais, le 6 mai 1786 les archiducs Albert et Marie-Christine ordonnèrent que les prisonniers du château soient dorénavant détenus dans les prisons de la porte de Laeken à Bruxelles.
Charles Théodore de l'Escaille fut donc le dernier warantmaître (ou gardien des chasses) à occuper les lieux ; sa fonction est supprimée par Joseph II en 1793. Trois Fontaines fut alors abandonné et tomba en ruine.

### XIXesiècle: privatisation
Le château continua de s'endommager. En 1822, le domaine est inclus au domaine de la Société générale de Belgique - qui acquiert alors l'ensemble de la forêt de Soignes. Elle vendit les restes du donjon et le bâti restant devient une ferme. Elle appartint à Josse Devisser en 1832, aux Marnix en 1845 et aux Vinck à partir de 1882.

### XXesiècle
De 1901 à 1906, le domaine appartient à François Sombrijn. L'État belge achète la propriété en 1906, en vue de le protéger et y loge des ouvriers.
L'asbl Conseil de Trois-Fontaines fait restaurer le château entre 1973 et 1976 et y organise des expositions autour du thème de la forêt de Soignes. Il est géré par l'Institut bruxellois pour la gestion de l'environnement depuis 1973. En 1986, les restes du château sont classés comme monument, par arrêté royal du 19 novembre 1986 (ref.  2232-0010/0).
Depuis 1991, le château est la propriété de la Région de Bruxelles-Capitale.

### XXIesiècle
Depuis mars 2014, le bien relève de la régie des bâtiments de la Région de Bruxelles-Capitale.

## Iconographie

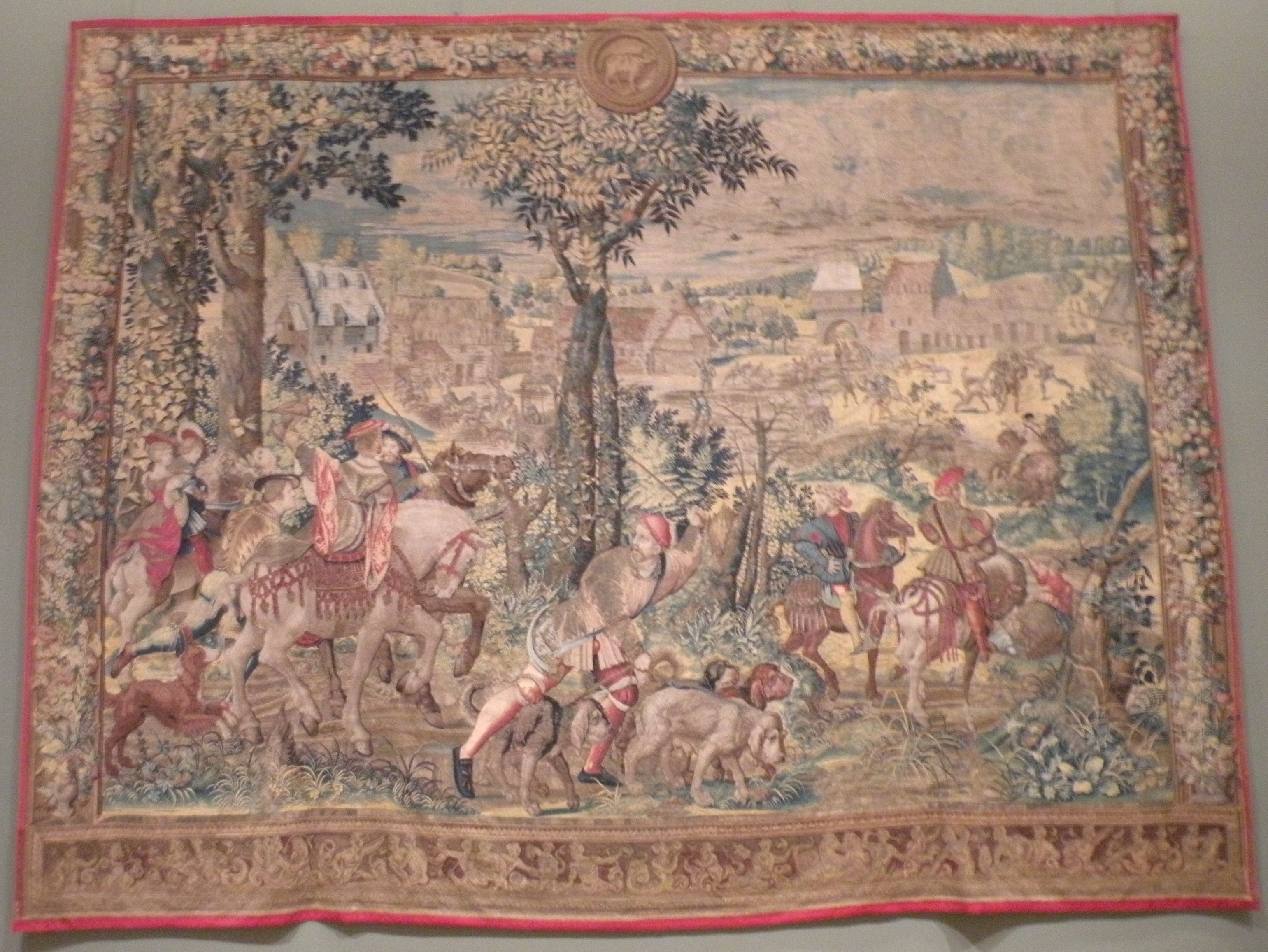
Les Chasses de Maximilien. Avril (vers 1532).

- v. 1532 (ci-contre). La plus ancienne représentation connue du château figure sur la tapisserie consacrée au mois d'avril de la série dite Les Belles Chasses de Maximilien[13].
- 1659. Lucas Vorsterman le Jeune (1624-1667)[14] Castrum trium fontium, vulgo Dry Borren, gravure, représentation du château en 1659 en ligne.
  - Gravée par Jacques Harrewijn (1660-1727) et insérée dans Christophore Butkens (1591-1650), Supplément aux Trophées tant sacrés que profanes du Duché de Brabant (...), La Haye, Chrétien van Lom, 1726. Voir cette planche (20 x 15 cm sur planche de 21,5 x 16,5 cm) en ligne ici ou ici avec possibilité de zoomer[15].
- 1659. gravure ancienne publiée par Antoine Sandérus (1586-1664).
- XIXe siècle. Paul Vitzthumb (1761–1838, fils d'Ignaz Vitzthumb), Vue du chastel dit Dry Borren.
- XXIe siècle. Photo de Lander Loeck, en ligne.

### Le château à la télévision
- Le Château de Trois-Fontaines apparaît dans la saison 1 de la série télévisée "The Missing".

## Accessibilité
- Bus 41, arrêt Sacré-Cœur/Heilig-Hart.
- Bus 72, arrêt ADEPS.